# Pyurie
Pyurie is de aanwezigheid van pus, en daarmee witte bloedcellen, als vlokken in de urine. 
Het kan duiden op een urineweginfectie bijvoorbeeld blaasontsteking of nierbekkenontsteking, maar ook op een ontsteking zonder infectie. 